# Liste der größten Fußballstadien der Welt

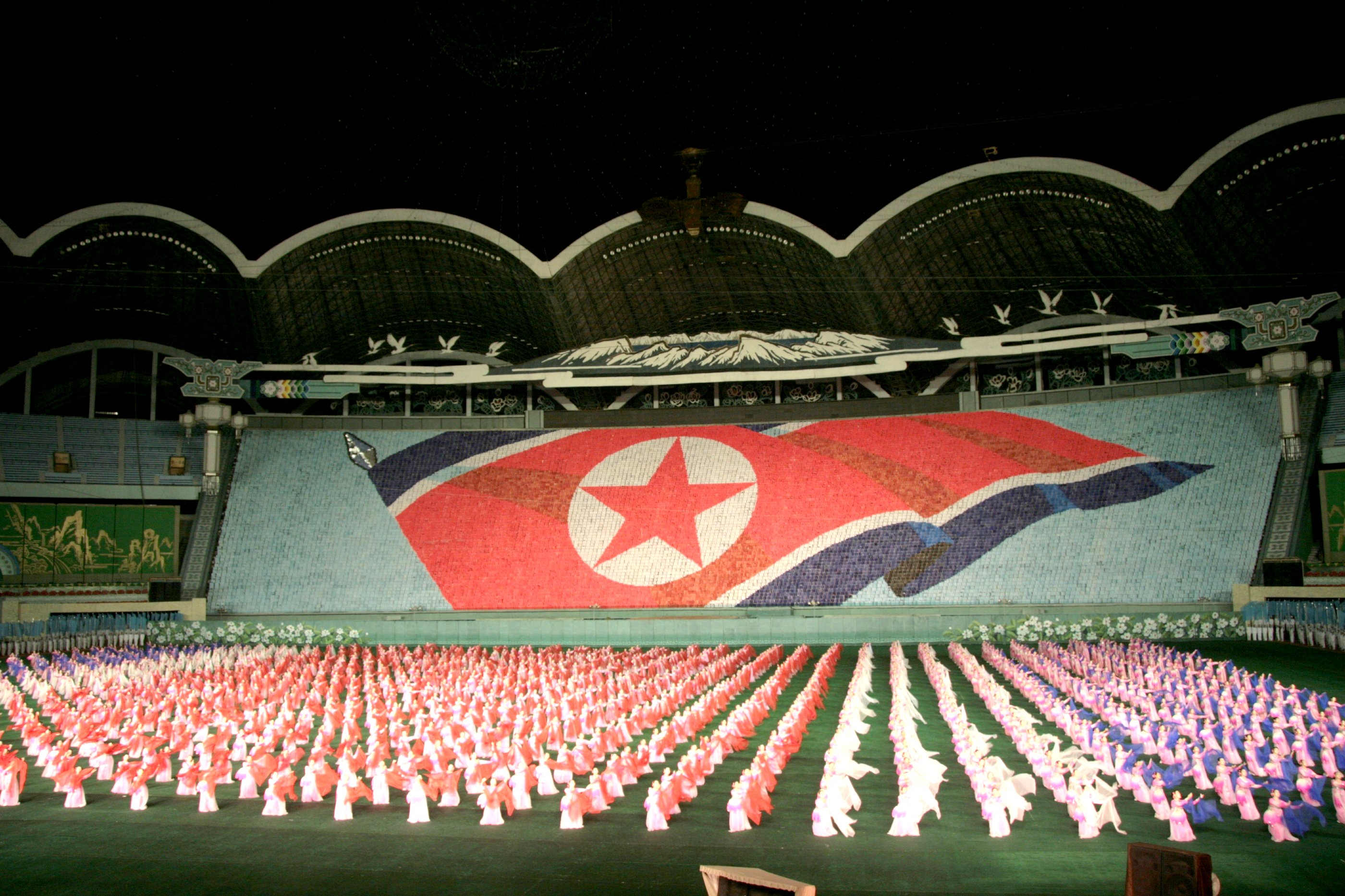
Stadion Erster Mai (Pjöngjang) – mit 114.000 Sitzplätzen größtes Fußballstadion der Welt

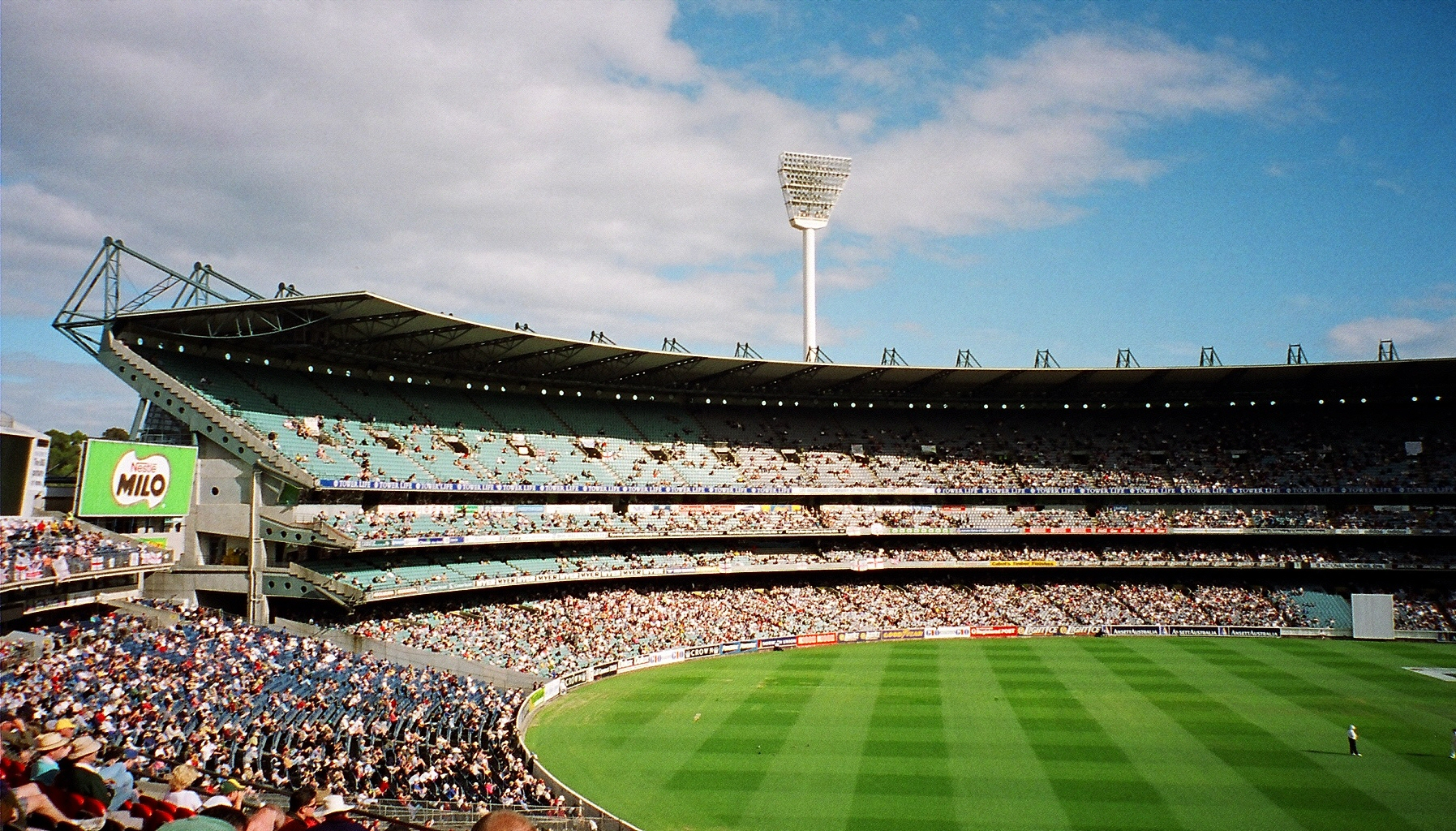
Melbourne Cricket Ground, das zweitgrößte Fußballstadion der Welt

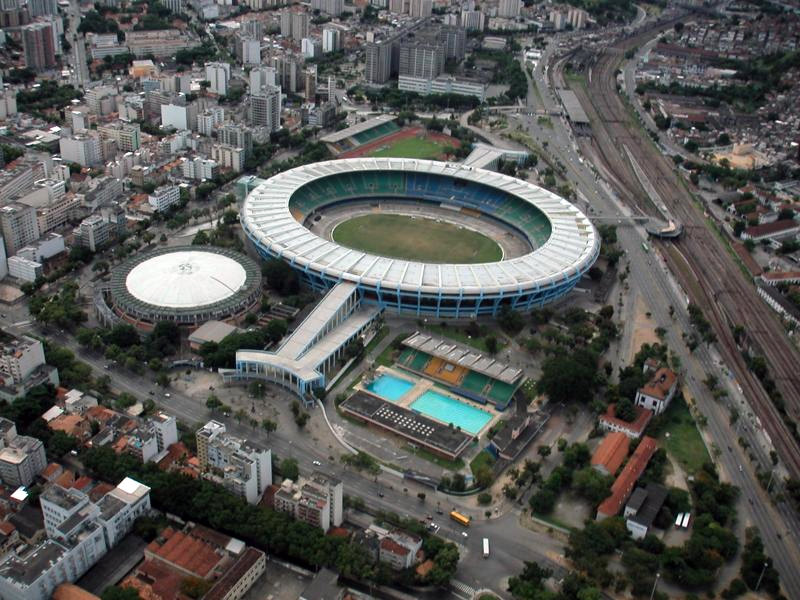
Maracanã (Rio de Janeiro) – 200.000 Zuschauer verfolgten hier das entscheidende Finalrundenspiel der Fußball-WM 1950, die höchste Zuschauerzahl in einem Fußballstadion. Heute hat das Stadion nach Umbau noch 78.838 Sitzplätze.

Die Liste der größten Fußballstadien nennt alle Fußballstadien weltweit, die mehr als 50.000 Sitzplätze haben und für Fußball genutzt werden.
Derzeit (Stand: 2021) gibt es 153 Stadien, die diese Voraussetzungen erfüllen. Unterteilt nach den Kontinentalverbänden der Fédération Internationale de Football Association (FIFA) sind dies:
- 49 im Bereich der Asian Football Confederation (AFC) – Asien ohne Russland, zusätzlich Australien
- 22 im Bereich der Confédération Africaine de Football (CAF) – Afrika
- 13 im Bereich der Confederation of North and Central American and Caribbean Association Football (CONCACAF) – Nordamerika und Karibik
- 18 im Bereich der Confederación Sudamericana de Fútbol (CONMEBOL) – Südamerika
- 52 im Bereich der Union of European Football Associations (UEFA) – Europa, Kaukasus, Israel
- keine Stadien im Bereich der Oceania Football Confederation (OFC)

Glasgow, Istanbul, London und Buenos Aires sind die einzigen Städte mit mindestens drei Fußballstadien dieser Größe.
Das größte Stadion in Europa ist, während des Umbaus des Camp Nou in Barcelona, das Wembley-Stadion in London (90.000 Sitzplätze). Nach dem Umbau bietet das Camp Nou 105.000 Sitzplätze. In Deutschland ist es das Olympiastadion Berlin, in Österreich das Ernst-Happel-Stadion (Wien). Das größte Stadion der Schweiz, St. Jakob-Park (Basel), hat weniger als 50.000 Sitzplätze und taucht deshalb nicht in der Liste auf.
Das Millennium Stadium in Cardiff ist mit einer Kapazität von 74.500 Besuchern das größte Stadion in Europa mit einem schließbaren Dach.

## Legende
- Mannschaft: Der Fußballverein, der das Stadion hauptsächlich für seine Heimspiele nutzt. Einige Stadien werden von mehreren Vereinen im Wechsel genutzt. Manche Stadien dienen als Nationalstadion, in dem die Fußballnationalmannschaft überwiegend ihre Heimspiele ausrichtet. In manchen Stadien finden nur dann Fußballspiele statt, wenn mit einem erhöhten Zuschaueraufkommen zu rechnen ist.
- Typ: mit LB = mit Laufbahn für Leichtathletik-Wettkämpfe, ohne LB = ohne Laufbahn um das Spielfeld; multif. (multifunktional) bedeutet, dass ein komplett verschließbares Dach und ein zumindest teilweise herausfahrbares Spielfeld vorhanden sind.
- Dach: Überdachung der Plätze in Prozent. Nein = kein Dach vorhanden oder nur Teile des Stadions sind überdacht.
- Sitzplätze: Anzahl der Sitzplätze.[1] Diese können aus Einzelsitzschalen, wie bei den neueren Stadien in Europa, oder aus Sitzplätzen auf Bänken bestehen, wie bei vielen der etwas älteren Stadien in Südamerika. In manchen Stadien, wie in Deutschland, werden im Ligabetrieb Sitzplätze in Stehplätze umgewandelt, wodurch die Kapazität des Stadions erhöht werden kann. Bei den Stadien mit einem entsprechenden Stehplatzbereich wird die Gesamtkapazität, Sitzplätze inklusive Stehplätze, in (Klammern) angegeben. Bei Länderspielen oder bei kontinentalen Vereinsfußballwettbewerben sind ausschließlich Sitzplätze erlaubt.

## Die zehn größten Fußballstadien
| Platz | Sitz- plätze | Name                        | Stadt        | Land | Mannschaft                        | Laufbahn | Dach (%) | Eröff- nung |
| ----- | ------------ | --------------------------- | ------------ | ---- | --------------------------------- | -------- | -------- | ----------- |
| 01    | 114.000      | Stadion Erster Mai          | Pjöngjang    | PRK  | Nationalmannschaft, selten        | mit      | 100      | 1989        |
| 02    | 100.024      | Melbourne Cricket Ground    | Melbourne    | AUS  | Nationalmannschaft, selten        | ohne     | 055      | 1853        |
| 03    | 099.354      | Camp Nou                    | Barcelona    | ESP  | FC Barcelona                      | ohne     | 041      | 1957        |
| 04    | 094.700      | Soccer City                 | Johannesburg | RSA  | Nationalmannschaft, Kaizer Chiefs | ohne     | 100      | 2009        |
| 05    | 090.888      | Rose Bowl Stadium           | Pasadena     | USA  | Los Angeles Galaxy (1996–2003)    | ohne     | 0        | 1923        |
| 06    | 090.000      | Wembley-Stadion             | London       | ENG  | Nationalmannschaft                | ohne     | 100      | 2007        |
| 07    | 088.966      | Lusail Iconic Stadium       | Lusail       | QAT  | Nationalmannschaft                | ohne     | 100      | 2022        |
| 08    | 088.306      | Gelora-Bung-Karno-Stadion   | Jakarta      | INA  | Nationalmannschaft                | mit      | 100      | 1962        |
| 09    | 087.411      | Nationalstadion Bukit Jalil | Kuala Lumpur | MAS  | Nationalmannschaft                | mit      | 100      | 1998        |
| 10    | 087.000      | Aztekenstadion              | Mexiko-Stadt | MEX  | Nationalmannschaft, Club América  | ohne     | 070      | 1966        |

## Nach Kontinentalverbänden der FIFA

### Asian Football Confederation (AFC)
(asiatische Fußballkonföderation, seit 2006 mit Australien)
| Stadt        | Name                                         | Land | Mannschaft                                                | Typ     | Dach (%) | Eröff- nung | Sitz- plätze |
| ------------ | -------------------------------------------- | ---- | --------------------------------------------------------- | ------- | -------- | ----------- | ------------ |
| Aleppo       | Aleppo International Stadium                 | SYR  | Al-Ittihad, Al-Hurriyya                                   | mit LB  | 100      | 2007        | 053.200      |
| Bangkok      | Rajamangala-Nationalstadion                  | THA  | Nationalmannschaft                                        | mit LB  | 017      | 1998        | 065.000      |
| Brisbane     | Suncorp Stadium                              | AUS  | Brisbane Roar                                             | ohne LB | 075      | 2003        | 053.223      |
| Busan        | Busan-Asia-Main-Stadion                      | KOR  | Busan IPark                                               | mit LB  | 100      | 2001        | 053.864      |
| Changsha     | He-Long-Stadion                              | CHN  | Hunan Xiangjun, Shenyang                                  | mit LB  | 100      | 1987        | 055.000      |
| Chongqing    | Chongqing Olympic Sports Centre              | CHN  | Chongqing Lifan                                           | mit LB  | 075      | 2004        | 058.680      |
| Dalian       | Dalian Suoyuwan Football Stadium             | CHN  | Dalian Yingbo FC                                          | ohne LB | 100      | 2023        | 63.677       |
| Daegu        | Daegu-Stadion                                | KOR  | Daegu FC                                                  | mit LB  | 075      | 2001        | 065.754      |
| Delhi        | Jawaharlal Nehru Stadium                     | IND  | vereinzelte Spiele                                        | mit LB  | Nein     | 1982        | 060.000      |
| Guangzhou    | Guangdong Olympic Stadium                    | CHN  | andere Sportarten                                         | mit LB  | 100      | 2001        | 080.012      |
| Guangzhou    | Tianhe-Stadion                               | CHN  | Guangzhou Evergrande                                      | mit LB  | Nein     | 1987        | 060.000      |
| Hangzhou     | Hangzhou-Dragon-Stadion                      | CHN  | Zhejiang Greentown                                        | mit LB  | 090      | 2000        | 051.139      |
| Henan        | Henan Stadium                                | CHN  | Henan Jianye                                              | mit LB  | Nein     |             | 050.000      |
| Hiroshima    | Hiroshima Big Arch                           | JPN  | Sanfrecce Hiroshima                                       | mit LB  | Nein     | 1993        | 050.000      |
| Incheon      | Incheon-Munhak-Stadion                       | KOR  | Incheon United                                            | mit LB  | 100      | 2001        | 052.179      |
| Isfahan      | Naghsh-e Jahan                               | IRI  | Sepahan FC                                                | mit LB  | 100      | 2003        | 075.000      |
| Jakarta      | Gelora-Bung-Karno-Stadion                    | INA  | Nationalmannschaft                                        | mit LB  | 100      | 1962        | 088.306      |
| Jakarta      | Jakarta International Stadium                | INA  | Persija Jakarta                                           | ohne LB | 100      | 2022        | 082.000      |
| Kochi        | Jawaharlal Nehru Stadium                     | IND  | FC Kochin                                                 | ohne LB | Nein     | 1996        | 060.000      |
| Kalkutta     | Yuba Bharati Krirangan                       | IND  | Nationalmannschaft, Mohammedan Sporting Club              | mit LB  | 070      | 1984        | 068.000      |
| Kuala Lumpur | Nationalstadion Bukit Jalil                  | MAS  | Nationalmannschaft                                        | mit LB  | 100      | 1998        | 087.411      |
| Kuala Lumpur | Shah Alam Stadium                            | MAS  | Selangor FA                                               | mit LB  | 085      | 1994        | 069.372      |
| Lusail       | Lusail Iconic Stadium                        | QAT  | Nationalmannschaft                                        | ohne LB | 100      | 2022        | 088.966      |
| Melbourne    | Melbourne Cricket Ground                     | AUS  | Nationalmannschaft, selten                                | ohne LB | 055      | 1853        | 100.024      |
| Melbourne    | Docklands Stadium                            | AUS  | Melbourne Victory                                         | multif. | 100      | 2000        | 055.020      |
| Nanjing      | Nanjing Olympic-Sports-Center-Stadion        | CHN  | Jiangsu Suning                                            | mit LB  | 100      | 2005        | 060.000      |
| Osaka        | Nagai Stadium                                | JPN  | Cerezo Osaka                                              | mit LB  | Nein     | 1998        | 050.000      |
| Peking       | Nationalstadion Peking                       | CHN  | mehrere Vereine                                           | mit LB  | 080      | 2008        | 080.000      |
| Pjöngjang    | Kim-Il-sung-Stadion                          | PRK  | Nationalmannschaft                                        | mit LB  | 100      | 1947        | 050.000      |
| Pjöngjang    | Stadion Erster Mai                           | PRK  | Nationalmannschaft, selten                                | mit LB  | 100      | 1989        | 114.000      |
| Qingdao      | Qingdao Guoxin Stadium                       | CHN  | Qingdao Huanghai                                          | mit LB  | 100      | 1997        | 062.000      |
| Riad         | König-Fahd-Stadion                           | KSA  | Nationalmannschaft, mehrere Vereine                       | mit LB  | 100      | 1988        | 067.000      |
| Saitama      | Saitama Stadium 2002                         | JPN  | Urawa Red Diamonds                                        | ohne LB | Nein     | 2001        | 063.718      |
| Seoul        | Jamsil Olympic Stadium                       | KOR  | Nationalmannschaft                                        | mit LB  | Nein     | 1984        | 069.841      |
| Seoul        | Seoul-World-Cup-Stadion                      | KOR  | FC Seoul                                                  | ohne LB | 090      | 2001        | 066.806      |
| Shanghai     | Shanghai Stadium                             | CHN  | Shanghai SIPG                                             | mit LB  | 100      | 1997        | 080.000      |
| Shenyang     | Shenyang Sports Center                       | CHN  | Shenyang Ginde                                            | mit LB  | 100      | 2007        | 060.000      |
| Fukuroi      | Shizuoka-Ecopa-Stadion                       | JPN  | Shimizu S-Pulse                                           | mit LB  | 100      | 2001        | 051.349      |
| Singapur     | Nationalstadion Singapur                     | SIN  | Nationalmannschaft                                        | mit LB  | 100      | 2014        | 055.000      |
| Sydney       | Accor Stadium                                | AUS  | Nationalmannschaft, selten                                | ohne LB | 080      | 1999        | 083.500      |
| Täbris       | Yadegar-e-Emam-Stadion (auch Sahand Stadium) | IRI  | Tractor Sazi                                              | mit LB  | Nein     | 1996        | 066.833      |
| Teheran      | Azadi-Stadion                                | IRI  | Nationalmannschaft, Esteghlal Teheran, Persepolis Teheran | mit LB  | Nein     | 1971        | 078.116      |
| Tianjin      | Tianjin Olympic Centre Stadium               | CHN  | Tianjin Teda, Tianjin Tianhai                             | mit LB  | Nein     | 2006        | 060.000      |
| Tokio        | Ajinomoto-Stadion                            | JPN  | FC Tokyo, Tokyo Verdy                                     | mit LB  | Nein     | 2001        | 050.100      |
| Tokio        | Nationalstadion                              | JPN  | Nationalmannschaft                                        | mit LB  | 100      | 2019        | 068.089      |
| Wuhan        | Wuhan-Sports-Center-Stadion                  | CHN  |                                                           | mit LB  | 100      | 2002        | 060.000      |
| Xi’an        | Jiaodaruisun Stadium                         | CHN  | International Xi’an Chanba                                | mit LB  | Nein     |             | 051.000      |
| Yokohama     | Nissan-Stadion                               | JPN  | Yokohama F. Marinos                                       | mit LB  | 075      | 2001        | 072.372      |

### Confédération africaine de football (CAF)
| Stadt        | Name                             | Land | Mannschaft                                     | Typ     | Dach (%) | Eröff- nung | Sitz- plätze |
| ------------ | -------------------------------- | ---- | ---------------------------------------------- | ------- | -------- | ----------- | ------------ |
| Abuja        | Abuja National Stadion           | NGR  | Nationalmannschaft                             | mit LB  | 100      | 2003        | 60.000       |
| Alexandria   | Stadion Borg el-ʿArab            | EGY  | Nationalmannschaft                             | mit LB  | 020      | 2006        | 86.000       |
| Algier       | Stade 5 Juillet 1962             | ALG  | MC Alger                                       | mit LB  | 013      | 1976        | 66.000       |
| Bamako       | Stade du 26 mars                 | MLI  | Stade Malien, Nationalm.                       | mit LB  | Nein     | 2001        | 55.000       |
| Casablanca   | Stade Mohammed V                 | MAR  | Raja, Wydad                                    | mit LB  | 040      | 1955        | 55.000       |
| Dakar        | Stade Léopold Sédar Senghor      | SEN  | ASC Jeanne d’Arc, Nationalm.                   | mit LB  | Nein     | 1985        | 60.000       |
| Daressalam   | Benjamin-Mkapa-Nationalstadion   | TAN  | Nationalmannschaft                             | mit LB  | Nein     | 2007        | 60.000       |
| Durban       | Moses-Mabhida-Stadion            | RSA  | Nationalmannschaft                             | ohne LB | 100      | 2009        | 70.000       |
| Harare       | National Sports Stadium          | ZIM  | Nationalmannschaft                             | mit LB  | 030      | 1994        | 60.000       |
| Johannesburg | Ellis-Park-Stadion               | RSA  | Gauteng Lions, Orlando Pirates                 | ohne LB | 048      | 1928        | 62.567       |
| Johannesburg | Soccer City                      | RSA  | Nationalm., Kaizer Chiefs                      | ohne LB | 100      | 1989        | 94.700       |
| Kairo        | Cairo International Stadium      | EGY  | al Ahly Kairo, al Zamalek SC                   | mit LB  | Nein     | 1960        | 74.100       |
| Kapstadt     | Kapstadt-Stadion                 | RSA  | Ajax Cape Town, Cape Town City FC              | ohne LB | 100      | 2009        | 55.500       |
| Kapstadt     | Newlands-Stadion                 | RSA  | Ajax Cape Town                                 | ohne LB | 100      | 1890        | 51.100       |
| Kasarani     | Moi International Sports Complex | KEN  | Nationalmannschaft                             | mit LB  | Nein     | 1987        | 60.000       |
| Kigoma       | Lake Tanganyika Stadium          | TAN  | Reli FC                                        |         |          |             | 60.000       |
| Kinshasa     | Stade des Martyrs                | COD  | Motema Pembe, AS Vita Club, Nationalmannschaft | mit LB  | Nein     | 1994        | 80.000       |
| Kumasi       | Baba-Yara-Stadion                | GHA  | Asante Kotoko SC                               | mit LB  | Nein     | 1959        | 51.500       |
| Pretoria     | Loftus-Versfeld-Stadion          | RSA  | Supersport United                              | ohne LB | Nein     | 1908        | 51.762       |
| Pretoria     | Odi Stadium                      | RSA  | Mamelodi, Ga-Rankuwa                           | mit LB  | Nein     |             | 60.000       |
| Rabat        | Stade Moulay Abdallah            | MAR  | FAR Rabat                                      | mit LB  | 042      | 1983        | 52.000       |
| Tripolis     | Stadion des 11. Juni             | LBA  | Nationalmannschaft                             | mit LB  | Nein     | 1982        | 67.000       |
| Tunis        | Stade Hammadi Agrebi             | TUN  | Espérance, Club Africain, Nationalmannschaft   | mit LB  | 095      | 2001        | 65.000       |
| Yaoundé      | Stade Paul Biya                  | CMR  | Canon Yaoundé, Nationalmannschaft              | mit LB  | 100      | 2021        | 60.000       |

### Confederation of North and Central American and Caribbean Association Football (CONCACAF)
| Stadt            | Name                           | Land | Mannschaft | Typ     | Dach (%) | Eröff- nung | Sitz- plätze |
| ---------------- | ------------------------------ | ---- | --- | ------- | -------- | ----------- | ------------ |
| Chicago          | Soldier Field                  | USA  | bis 2005 Chicago Fire | ohne LB | Nein     | 1924        | 63.000       |
| Dallas           | Cotton Bowl Stadium            | USA  | bis 2005 FC Dallas | ohne LB | Nein     | 1932        | 92.100       |
| Edmonton         | Commonwealth Stadium           | CAN  | Nationalmannschaft | mit LB  | Nein     | 1978        | 59.573       |
| Foxborough       | Gillette Stadium               | USA  | New England Revolution | ohne LB | Nein     | 2002        | 68.756       |
| Guadalajara      | Estadio Jalisco                | MEX  | Atlas Guadalajara, Deportivo Guadalajara                                                                                         | ohne LB | 054      | 1960        | 56.713       |
| Kansas City      | Arrowhead Stadium              | USA  | bis 2007 Kansas City Wizards | ohne LB | Nein     | 1972        | 79.101       |
| Pasadena         | Rose Bowl Stadium              | USA  | | ohne LB | Nein     | 1923        | 90.888       |
| Mexiko-Stadt     | Aztekenstadion                 | MEX  | Nationalmannschaft, Club América, in der Vergangenheit auch von anderen Vereinen genutzt (Club Necaxa, CF Atlante, CD Cruz Azul) | ohne LB | 070      | 1966        | 87.000       |
| Mexiko-Stadt     | Estadio Olímpico Universitario | MEX  | UNAM Pumas | mit LB  | Nein     | 1952        | 63.186       |
| Miami            | Hard Rock Stadium              | USA  | | ohne LB | Nein     | 1987        | 74.916       |
| Montreal         | Olympiastadion Montreal        | CAN  | | multif. | 100      | 1976        | 56.245       |
| Seattle          | Lumen Field                    | USA  | Seattle Sounders FC | ohne LB | 070      | 2002        | 67.000       |
| Washington, D.C. | RFK Stadium                    | USA  | D.C. United | ohne LB | 060      | 1961        | 56.692       |

### Confederación Sudamericana de Fútbol (CONMEBOL)
| Stadt          | Name                                   | Land | Mannschaft                                | Typ     | Dach (%) | Eröff- nung | Sitz- plätze |
| -------------- | -------------------------------------- | ---- | ----------------------------------------- | ------- | -------- | ----------- | ------------ |
| Barranquilla   | Estadio Metropolitano Roberto Meléndez | COL  | Atlético Junior                           | mit LB  | 100      | 1986        | 58.000       |
| Belo Horizonte | Mineirão                               | BRA  | Cruzeiro EC, Atlético Mineiro             | mit LB  | 079      | 1965        | 62.160       |
| Buenos Aires   | El Monumental                          | ARG  | River Plate                               | mit LB  | 039      | 1938        | 65.645       |
| Buenos Aires   | La Bombonera                           | ARG  | Boca Juniors                              | ohne LB | 000      | 1940        | 54.000       |
| Buenos Aires   | Estadio Presidente Perón               | ARG  | Racing Club                               | ohne LB | 100      | 1950        | 51.389       |
| Fortaleza      | Castelão                               | BRA  | Ceará SC, Fortaleza EC                    | mit LB  | 100      | 1973        | 63.903       |
| Goiânia        | Estádio Serra Dourada                  | BRA  | Goiás EC, Vila Nova FC                    | mit LB  | 033      | 1975        | 54.048       |
| Guayaquil      | Estadio Monumental                     | ECU  | Barcelona Sporting Club                   | ohne LB | 055      | 1987        | 57.267       |
| Lima           | Estadio Monumental "U"                 | PER  | Universitario de Deportes                 | ohne LB | 026      | 2000        | 80.093       |
| Maturín        | Estadio Monumental de Maturín          | VEN  | Monagas SC                                | ohne LB | Nein     | 2007        | 51.796       |
| Medellín       | Estadio Atanasio Girardot              | COL  | Independiente Medellín, Atlético Nacional | mit LB  | 019      | 1953        | 52.872       |
| Montevideo     | Estadio Centenario                     | URU  | Club Atlético Peñarol                     | mit LB  | Nein     | 1930        | 60.235       |
| Porto Alegre   | Gigante da Beira-Rio                   | BRA  | SC Internacional                          | mit LB  | 033      | 1969        | 50.287       |
| Recife         | Estádio do Arruda                      | BRA  | Santa Cruz FC                             | mit LB  | 009      | 1972        | 60.044       |
| Rio de Janeiro | Maracanã                               | BRA  | mehrere Vereine                           | ohne LB | 100      | 1950        | 78.838       |
| São Paulo      | Estádio do Morumbi                     | BRA  | FC São Paulo                              | mit LB  | 044      | 1960        | 67.052       |
| Teresina       | Albertão                               | BRA  | EC Flamengo, Ríver AC                     | mit LB  | Nein     | 1973        | 52.296       |
| Uberlândia     | Parque do Sabiá                        | BRA  | Uberlândia EC                             | mit LB  | Nein     | 1982        | 53.350       |

### Union of European Football Associations (UEFA)
| Stadt             | Name                              | Land | Mannschaft                                                               | Typ     | Dach (%) | Eröff- nung | Sitz- plätze    |
| ----------------- | --------------------------------- | ---- | ------------------------------------------------------------------------ | ------- | -------- | ----------- | --------------- |
| Amsterdam         | Johan-Cruyff-Arena                | NED  | Ajax Amsterdam                                                           | multif. | 100      | 1996        | 55.500          |
| Athen             | Olympiastadion                    | GRE  | bis 2022 AEK Athen                                                       | mit LB  | 085      | 1982        | 69.618          |
| Baku              | Nationalstadion Baku              | AZE  | Nationalmannschaft                                                       | mit LB  | 100      | 2015        | 68.000          |
| Barcelona         | Camp Nou                          | ESP  | FC Barcelona                                                             | ohne LB | 041      | 1957        | 96.636 (99.354) |
| Barcelona         | Olympiastadion Barcelona          | ESP  | bis 2009 Espanyol Barcelona                                              | mit LB  | 017      | 1927        | 55.121          |
| Bari              | Stadio San Nicola                 | ITA  | FC Bari 1908                                                             | mit LB  | 055      | 1990        | 58.248          |
| Belgrad           | Stadion Rajko Mitić               | SER  | Roter Stern Belgrad                                                      | mit LB  | 040      | 1963        | 51.755          |
| Berlin            | Olympiastadion Berlin             | GER  | Hertha BSC                                                               | mit LB  | 100      | 1936        | 74.649          |
| Bilbao            | Estadio de San Mamés              | ESP  | Athletic Bilbao                                                          | ohne LB | 100      | 2013        | 53.289          |
| Brüssel           | König-Baudouin-Stadion            | BEL  | Nationalmannschaft                                                       | mit LB  | 100      | 1930        | 50.024          |
| Budapest          | Puskás Aréna                      | HUN  | Nationalmannschaft                                                       | multif. | 100      | 2019        | 67.155          |
| Bukarest          | Arena Națională                   | ROM  | Nationalmannschaft                                                       | ohne LB | 100      | 2011        | 55.600          |
| Cardiff           | Millennium Stadium                | WAL  | Nationalmannschaft                                                       | multif. | 100      | 1999        | 73.931          |
| Chorzów           | Stadion Śląski                    | POL  | Nationalmannschaft                                                       | mit LB  | 100      | 2017        | 54.378          |
| Donezk            | Donbass Arena                     | UKR  | bis 2014 Schachtar Donezk                                                | ohne LB | 100      | 2009        | 51.504          |
| Dortmund          | Signal Iduna Park                 | GER  | Borussia Dortmund                                                        | ohne LB | 100      | 1974        | 65.829 (81.360) |
| Dublin            | Aviva Stadium                     | IRE  | Nationalmannschaft                                                       | ohne LB | 100      | 2010        | 51.700          |
| Düsseldorf        | Merkur Spiel-Arena                | GER  | Fortuna Düsseldorf                                                       | multif. | 100      | 2004        | 51.500 (54.600) |
| Edinburgh         | Murrayfield Stadium               | SCO  | Schottische Rugby-Union-Nationalmannschaft (Rugby)                       | ohne LB | 100      | 1925        | 67.144          |
| Frankfurt am Main | Deutsche Bank Park                | GER  | Eintracht Frankfurt                                                      | multif. | 100      | 2005        | 50.100 (58.000) |
| Jerewan           | Stadion Hrasdan                   | ARM  | Ararat Jerewan, Kilikia Jerewan                                          | mit LB  | Nein     | 1972        | 53.849          |
| Gelsenkirchen     | Veltins-Arena                     | GER  | FC Schalke 04                                                            | multif. | 100      | 2001        | 54.740 (62.271) |
| Glasgow           | Celtic Park                       | SCO  | Celtic Glasgow                                                           | ohne LB | 100      | 1892        | 60.355          |
| Glasgow           | Hampden Park                      | SCO  | FC Queen’s Park, Nationalmannschaft                                      | mit LB  | 100      | 1903        | 52.025          |
| Glasgow           | Ibrox Stadium                     | SCO  | Glasgow Rangers                                                          | ohne LB | 100      | 1899        | 51.082          |
| Hamburg           | Volksparkstadion                  | GER  | Hamburger SV                                                             | ohne LB | 100      | 1999        | 52.000 (57.000) |
| Istanbul          | Atatürk-Olympiastadion            | TUR  | Nationalmannschaft                                                       | mit LB  | 070      | 2001        | 75.145          |
| Istanbul          | Türk Telekom Stadyumu             | TUR  | Galatasaray Istanbul                                                     | ohne LB | 100      | 2011        | 52.650          |
| Istanbul          | Şükrü Saracoğlu Stadı             | TUR  | Fenerbahçe Istanbul                                                      | ohne LB | 100      | 1952        | 50.530          |
| Izmir             | İzmir Atatürk Stadı               | TUR  | Göztepe İzmir                                                            | mit LB  | Nein     | 1964        | 51.295          |
| Kiew              | Olympiastadion Kiew               | UKR  | Dynamo Kiew, Schachtar Donezk, Metalist 1925 Charkiw, Nationalmannschaft | mit LB  | 015      | 1948        | 70.050          |
| Lille             | Stade Pierre-Mauroy               | FRA  | OSC Lille                                                                | ohne LB | 100      | 2012        | 50.083          |
| Lissabon          | Estádio José Alvalade XXI         | POR  | Sporting Lissabon                                                        | ohne LB | 100      | 2003        | 50.095          |
| Lissabon          | Estádio da Luz                    | POR  | Benfica Lissabon                                                         | ohne LB | 100      | 2003        | 68.100          |
| Liverpool         | Anfield                           | ENG  | FC Liverpool                                                             | ohne LB | 100      | 1884        | 53.394          |
| London            | London Stadium                    | ENG  | West Ham United                                                          | multif. | 100      | 2012        | 60.000          |
| London            | Emirates Stadium                  | ENG  | FC Arsenal                                                               | ohne LB | 100      | 2006        | 60.704          |
| London            | Wembley-Stadion                   | ENG  | Nationalmannschaft                                                       | ohne LB | 100      | 2007        | 90.000          |
| London            | Tottenham Hotspur Stadium         | ENG  | Tottenham Hotspur                                                        | ohne LB | 100      | 2019        | 62.303          |
| Lyon              | Parc Olympique Lyonnais           | FRA  | Olympique Lyon                                                           | ohne LB | 100      | 2016        | 59.286          |
| Madrid            | Estadio Santiago Bernabéu         | ESP  | Real Madrid                                                              | ohne LB | 060      | 1947        | 81.044          |
| Madrid            | Estadio Metropolitano             | ESP  | Atlético Madrid                                                          | ohne LB | 100      | 2017        | 67.703          |
| Mailand           | Giuseppe-Meazza-Stadion           | ITA  | AC Mailand, Inter Mailand                                                | ohne LB | 100      | 1926        | 80.074          |
| Manchester        | Old Trafford                      | ENG  | Manchester United                                                        | ohne LB | 100      | 1910        | 74.140          |
| Manchester        | Etihad Stadium                    | ENG  | Manchester City                                                          | ohne LB | 100      | 2002        | 55.017          |
| Marseille         | Stade Vélodrome                   | FRA  | Olympique Marseille                                                      | ohne LB | 100      | 1937        | 67.354          |
| Moskau            | Olympiastadion Luschniki          | RUS  | Torpedo Moskau                                                           | ohne LB | 100      | 1956        | 80.864          |
| München           | Allianz Arena                     | GER  | FC Bayern München                                                        | ohne LB | 100      | 2005        | 70.000 (75.024) |
| München           | Olympiastadion München            | GER  | Türkgücü München                                                         | mit LB  | 055      | 1972        | 63.666 (69.267) |
| Neapel            | Stadio Diego Armando Maradona     | ITA  | SSC Neapel                                                               | mit LB  | 100      | 1959        | 60.240          |
| Newcastle         | St. James’ Park                   | ENG  | Newcastle United                                                         | ohne LB | 100      | 1891        | 52.305          |
| Porto             | Estádio do Dragão                 | POR  | FC Porto                                                                 | ohne LB | 100      | 2003        | 50.033          |
| Prag              | Strahov-Stadion                   | CZE  | Sparta Prag (Jugend)                                                     | ohne LB |          | 1926        | 56.000          |
| Rom               | Stadio Olimpico                   | ITA  | AS Rom, Lazio Rom                                                        | mit LB  | 100      | 1927        | 72.698          |
| Rotterdam         | De Kuip                           | NED  | Feyenoord Rotterdam                                                      | ohne LB | 085      | 1937        | 51.137          |
| Saint-Denis       | Stade de France                   | FRA  | Nationalmannschaft                                                       | ohne LB | 100      | 1998        | 81.338          |
| Sankt Petersburg  | Gazprom-Arena                     | RUS  | Zenit                                                                    | multif. | 100      | 2017        | 68.134          |
| Sevilla           | Estadio Benito Villamarín         | ESP  | Betis Sevilla                                                            | ohne LB | 021      | 1929        | 60.720          |
| Sevilla           | Olympiastadion Sevilla            | ESP  | Nationalmannschaft                                                       | mit LB  | 100      | 1997        | 57.619          |
| Solna             | Friends Arena                     | SWE  | AIK Solna                                                                | multif. | 100      | 2012        | 51.060          |
| Stuttgart         | MHPArena                          | GER  | VfB Stuttgart                                                            | ohne LB | 100      | 1933        | 54.906 (60.441) |
| Tiflis            | Boris-Paitschadse-Nationalstadion | GEO  | Dinamo Tiflis                                                            | mit LB  | 055      | 1976        | 54.549          |
| Valencia          | Estadio Mestalla                  | ESP  | FC Valencia                                                              | ohne LB | 036      | 1923        | 52.602          |
| Warschau          | PGE Narodowy                      | POL  | Nationalmannschaft                                                       | ohne LB | 100      | 2011        | 58.145          |
| Wien              | Ernst-Happel-Stadion              | AUT  | Nationalmannschaft                                                       | mit LB  | 100      | 1931        | 50.865          |